# Lorenzo Herrera
Lorenzo Esteban Herrera (Caracas, 2 agosto 1896 – Caracas, 21 gennaio 1960) è stato un compositore venezuelano.
È uno dei più grandi cantanti e compositori del XX secolo in Venezuela.
Lorenzo Herrera nel 1923 con la sua famiglia, andò a New York in cerca di nuove opportunità per la sua musica, nei primi anni per riuscire ad ottenere questo scopo e deve lavorare come calzolaio, ma ben presto riuscì ad ottenere un contratto per il disco più famoso del tempo. Questa città è in una gran parte delle sue canzoni più famose, che cita il famoso pasodoble, La Sultana del Avila.
Lorenzo Herrera è stato il pioniere nel portare la musica del Venezuela al di là della frontiera, riuscendo a firmare contratti con case discografiche internazionali, tenne concerti in Canada, Stati Uniti, Colombia, Argentina e altri paesi.
| Controllo di autorità | VIAF (EN) 49002473 · ISNI (EN) 0000 0001 1762 0933 · SBN DDSV151980 · Europeana agent/base/87384 · LCCN (EN) no2007036206 · BNE (ES) XX4791380 (data) |